# American Folk Art Museum
El American Folk Art Museum (o sea Museo de Arte Popular Estadounidense) es un museo de arte en Nueva York (Estados Unidos). Se dedica al estudio y la conservación del arte popular y de las expresiones creativas de artistas autodidactas contemporáneos. Su colección alberga más de 8000 objetos desde el siglo XVIII hasta la actualidad. Estas obras abarcan tanto el arte popular tradicional como el trabajo de artistas autodidactas contemporáneos y arte marginal. La entrada es gratuita. El museo tuvo una asistencia anual récord de más de 130 000 visitantes. Hasta 2014 funcionó en una sede diseñada por Tod Williams y Billie Tsien en la calle 53. Actualmente se encuentra em el Upper West Side de Manhattan, en 2, Lincoln Square, en la avenida Columbus con calle 66. 

## Historia
En sus inicios en 1961, el museo se llamaba Museum of Early American Folk Arts y carecía de una colección permanente, una dotación y un edificio.
El museo realizó su primera exposición en un espacio alquilado en 49 West 53rd Street en 1961. La colección del museo se lanzó en 1962 con el obsequio de una puerta en forma de bandera estadounidense, celebrando el centenario de la nación.
En 1966, luego de recibir una carta permanente, el museo amplió su nombre y misión. Como Museo de Arte Popular Estadounidense buscaba reflejar “todos los aspectos de las artes populares en Estados Unidos: norte, sur, este y oeste”. El curador fundador Herbert W. Hemphill Jr. “amplió la noción de arte popular más allá de las expresiones tradicionales, utilitarias y comunitarias”. Bajo su dirección, el museo comenzó a promover obras de arte idiosincrásicas e individualistas de los campos del arte popular tradicional y contemporáneo.
En 1979, la Junta de Síndicos del Museo compró dos casas adosadas en West 53rd Street, adyacentes a los cuartos alquilados del Museo en 49 West 53rd Street. En 1984, mientras esperaba desarrollar las propiedades de West 53rd, el museo continuó organizando exhibiciones y programas educativos desde una antigua cochera en 125 West 55th Street. Cinco años más tarde, se inauguró una nueva sucursal del museo, Eva and Morris Feld Gallery, en 2 Lincoln Square, Nueva York, frente al Lincoln Center for the Performing Arts.
El director Gerard C. Wertkin anunció que la herencia común del arte popular estadounidense “promueve una apreciación de la diversidad de una manera que no fomente el chauvinismo étnico o la división racial”.
En 2001 el museo fue rebautizado como American Folk Art Museum y abrió el Centro de Estudios Henry Darger para albergar 24 de las obras del artista autodidacta, así como una colección de sus libros, calcos, dibujos y materiales originales. Ese mismo año se inauguró un nuevo edificio en 45–47 West 53rd Street, diseñado por Tod Williams y Billie Tsien. La obra costó 32 millones de dólares. De 2001 a 2011, el espacio del centro de la ciudad sirvió como sucursal principal del museo. El edificio se distinguía por una fachada de 63 paneles metálicos fabricados artesanalmente.

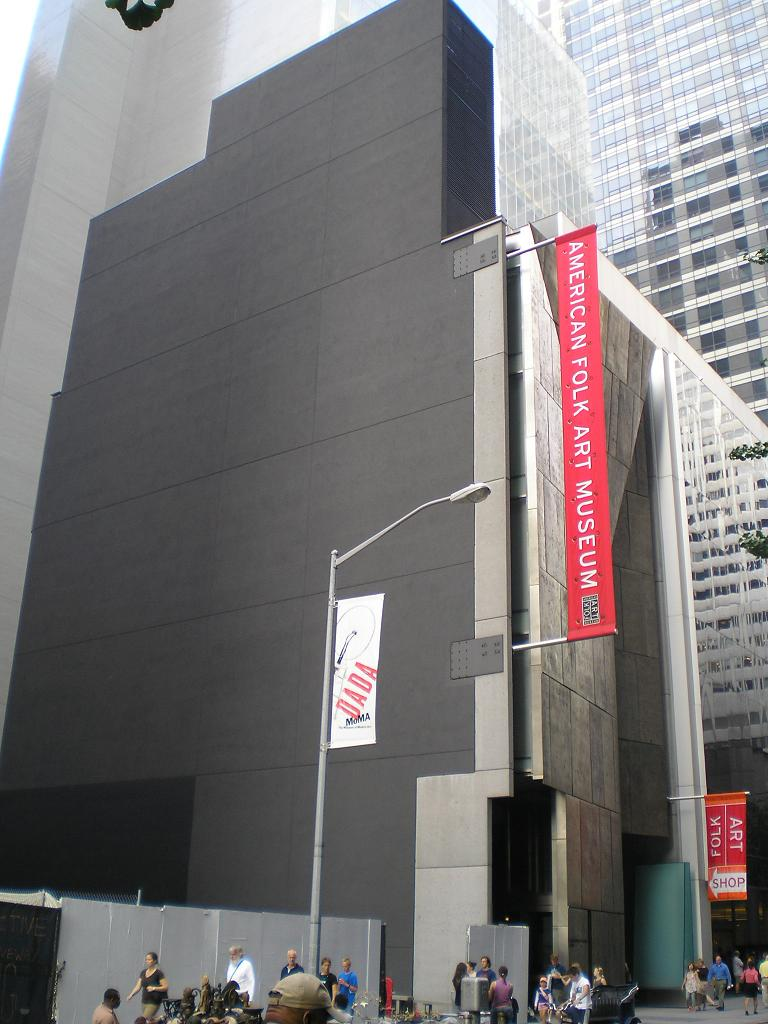
Imagen de 2006 del demolido edificio de la calle 53

Sin embargo, debido a los crecientes problemas económicos debidos principalmente a una asistencia más baja que lo previsto, el museo vendió en 2014 la sucursal del centro de la ciudad al Museo de Arte Moderno. Cuando este anunció que iba a demoler el edificio en relación con su expansión, hubo protestas, pero el museo finalmente procedió con sus planes originales.
Tras la venta, el American Folk Art Museum utilizó sus instalaciones en 2 Lincoln Square como su principal espacio de exhibición y tienda. En 2014, los archivos, la biblioteca y el personal administrativo del museo se mudaron a Long Island City, en Queens. En septiembre de 2017, el museo inauguró la Galería del genio autodidacta en sus instalaciones de Long Island City. La galería STG muestra arte de la colección del museo en exposiciones temáticas que cambian cada pocos meses. La Galería STG está financiada en gran parte por la Fundación Henry Luce.

## La colección
De pie como "uno de los grandes tesoros de la ciudad de Nueva York", la colección de más de 7000 piuezas se ha formado casi en su totalidad a través de obsequios. Abarcando una amplia variedad de medios, la colección incluye más de 1200 pinturas sobre lienzo o tabla, 1500 dibujos y obras sobre papel, 1000 objetos escultóricos, 1000 artículos textiles, 200 objetos de cerámica, 100 muebles, 300 artículos para el hogar decorados de la Sociedad Histórica de Early American Decoration, y dos maquetas arquitectónicas a gran escala.
Además, cuenta con una gran colección de archivos, expedientes de artistas, películas, grabaciones, fotografías, investigaciones originales, registros históricos y otros efímeros variados y valiosos. En particular, el museo alberga la mayor colección de materiales de archivo del artista autodidacta Henry Darger.
La colección abarca desde los primeros retratos de Sheldon Peck, Ammi Phillips, Asa Ames y Samuel Addison Shute y Ruth Whittier Shute, edredones y costura de colegialas, muebles y veletas hasta obras de maestros aclamados como Thornton Dial, Morris Hirshfield, Martín Ramírez, Judith Scott, Mary T. Smith y Bill Traylor.
En los últimos años, las adquisiciones han incluido una versión del famoso The Peaceable Kingdom de Edward Hicks. En particular, esta pintura, que Hicks le dio a su hija, permaneció con los descendientes de Hicks durante muchos años. Los retratos Increase Child Bosworth y Abigail Munro Bosworth de Sheldon Peck, Pickman's Mephitic Models de Paul Laffoley, Plantation Life de Clemmentine Hunter y Heavenly Children de William Matthew Prior. El artista callejero KAWS donó una rara escultura del artista autodidacta William Edmondson al museo en 2021.

## Exposiciones
Cada año, el museo organiza una serie de exposiciones, que abarcan desde las artes populares tradicionales hasta las expresiones “autodidactas” más contemporáneas. Las exhibiciones del museo examinan con frecuencia las obras de un artista específico o la importancia de un medio en particular, como edredones o pinturas de oropel.
A través de sus exhibiciones, el museo continúa desarrollando la comprensión de los artistas populares y autodidactas. Las exhibiciones anteriores han mostrado las obras de maestros "desconocidos", como Thomas Chambers y Asa Ames. [13] Además, el museo ha albergado exposiciones individuales dedicadas al trabajo de grandes autodidactas: Martín Ramírez, Eugene Von Bruenchenhein, Willem van Genk, Ronald Lockett, John Dunkley, Paa Joe y Bill Traylor.

## Premios y distinciones
En 2007, estuvo entre más de 530 instituciones artísticas y de servicios sociales de la ciudad de Nueva York que recibieron parte de una subvención de 20 millones de dólares de Carnegie Corporation, que fue posible gracias a una donación del alcalde de Nueva York, Michael Bloomberg. El edificio también recibió el American Institute of Architects National Honor Award, el premio Best Public/Cultural Building in the World, el New York City American Institute of Architects Design Award y el Municipal Art Society New York City Masterwork Award.

## Galería

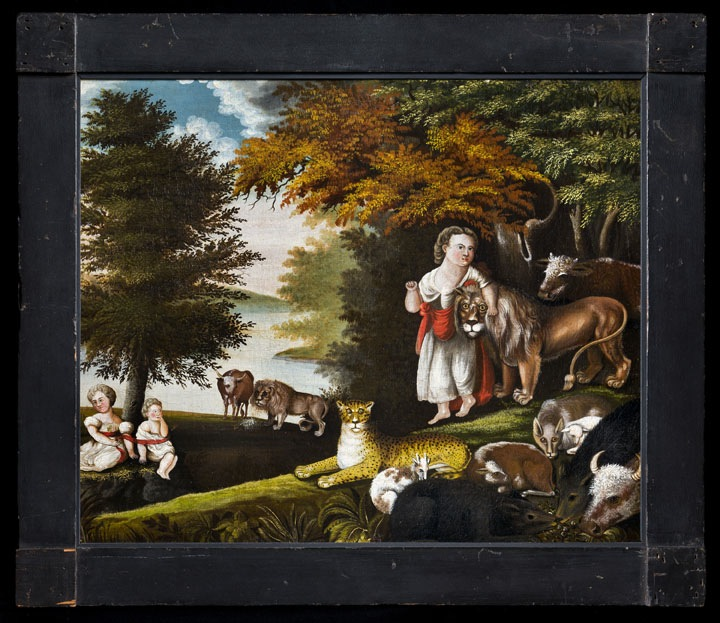
Edward Hicks, Peaceable Kingdom, 1829-1831
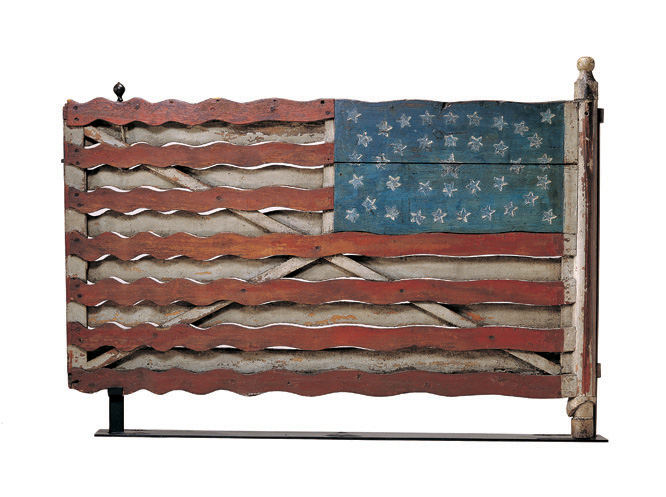
Artista desconocido, Flag Gate, 1876
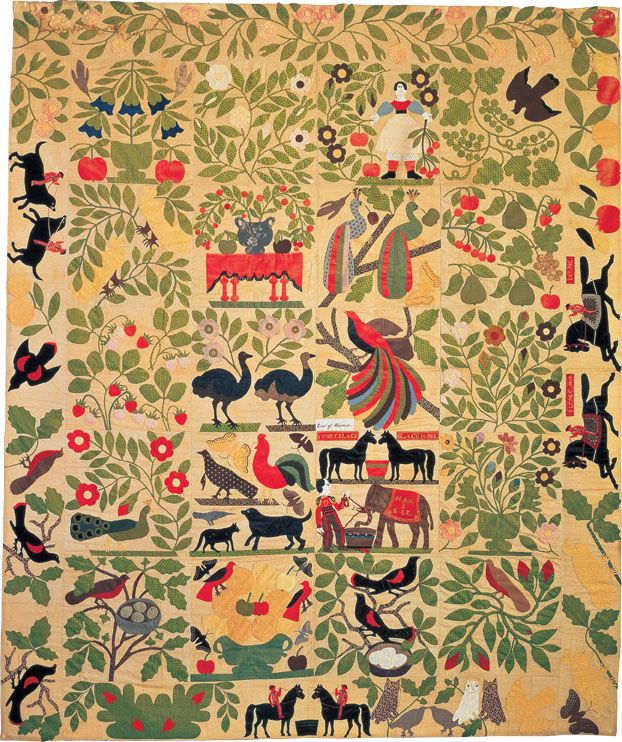
Artista desconocido, Bird of Paradise Quilt Top, 1858-1863
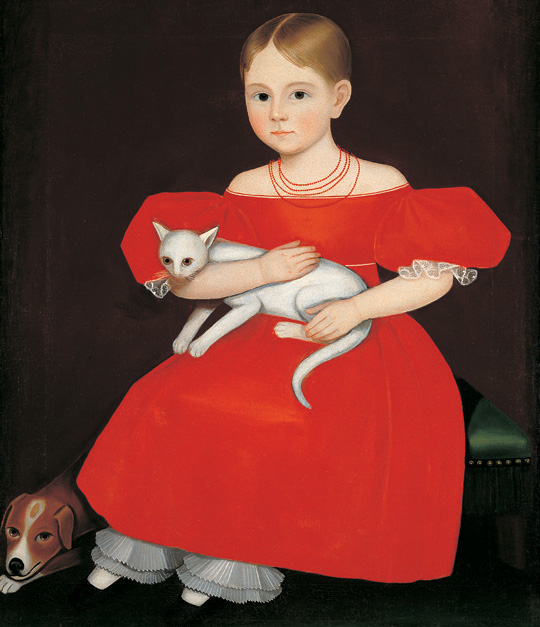
Ammi Phillips, Girl in Red Dress with Cat and Dog, 1830-1835
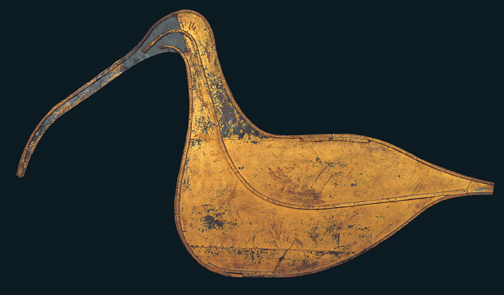
Artista desconocido, Hudsonian Curlew Weathervane, 1874
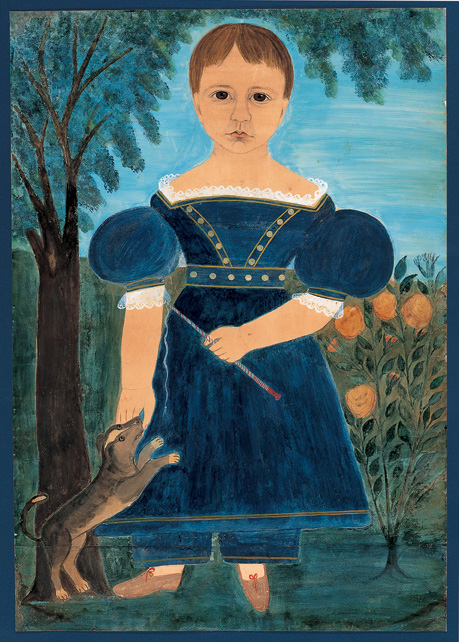
Samuel Addison Shute y Ruth Whittier Shute, Master Burnham, 1831-1832
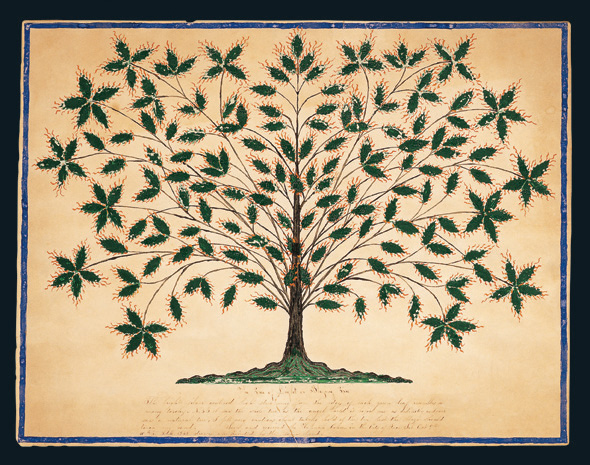
Hannah Cohoon, Gift Drawing: The Tree of Light or Blazing Tree, 1845